# Leitmal

Leitmal waagrecht

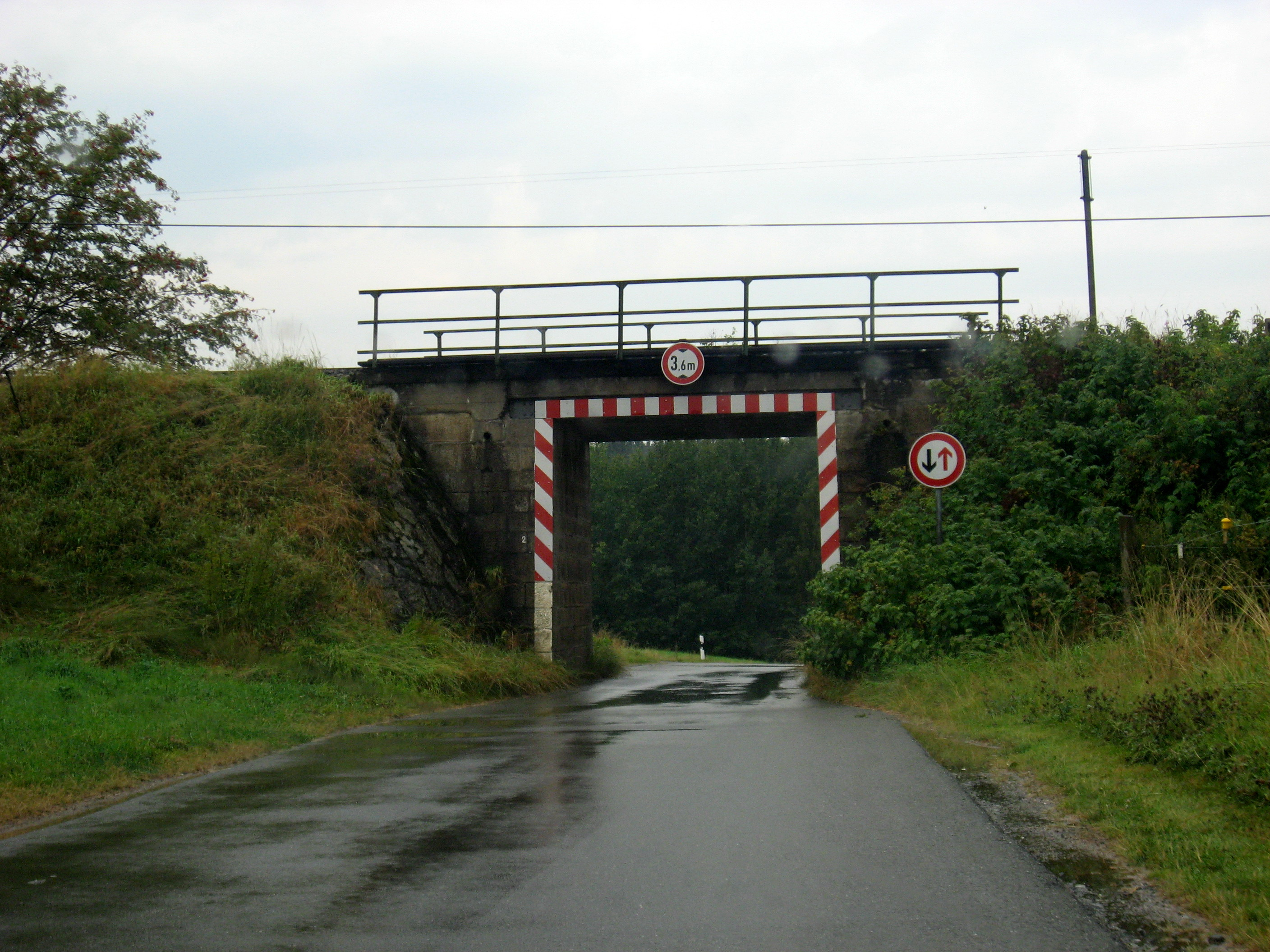
Leitmale an einer schmalen Bahnunterführung im Rehauer Ortsteil Fohrenreuth

Ein Leitmal ist ein Verkehrszeichen, das zur Kennzeichnung von dauerhaften Hindernissen oder sonstigen gefährlichen Stellen dient. Es besteht aus einer rot-weiß schraffierten Fläche, die retroreflektierende Eigenschaften besitzt und damit auch bei Dunkelheit gut sichtbar ist.
Zur Anwendung kommen Leitmale insbesondere bei Tunneln und Brücken, die eine eingeschränkte Durchfahrtshöhe oder -breite (eingeschränktes Lichtraumprofil) besitzen. In manchen Fällen ist davor noch eine Höhenkontrolle, ebenfalls mit einem Leitmal, angebracht. Im Bereich der Arbeitsstellensicherung werden Gerüste, die in den Verkehrsraum hineinragen, mit Leitmalen kenntlich gemacht.